# 开尔文方程
开尔文方程（Kelvin equation）描述了由于弯曲的液-气界面（例如液滴的表面）引起的蒸气压的变化。凸曲面的蒸气压高于平坦表面的蒸气压。开尔文方程基于热力学原理，而且并没有考虑材料的特殊性质。它也可用于通过吸附法来测定孔隙率多孔介质的孔隙尺寸分布。这个方程是为纪念威廉·汤姆逊（William Thomson）而命名的，威廉·汤姆逊也被称为开尔文爵士（Lord Kelvin）。
开尔文方程可以写成下面這樣：
{\displaystyle \ln {\frac {p}{p_{0}}}={\frac {2\gamma V_{\text{m}}}{rRT}},}
其中{\displaystyle p}是实际的蒸气压，{\displaystyle p_{0}}是饱和蒸气压，{\displaystyle \gamma }是表面张力，{\displaystyle V_{\text{m}}}是液体的摩尔体积，{\displaystyle R}是通用气体常数，{\displaystyle r}是液滴的半径，{\displaystyle T}是温度。
平衡蒸气压力取决于液滴的大小。
- 如果曲率是凸的，那么，{\displaystyle p>p_{0}}，
- 如果曲率是凹的，那么，{\displaystyle p<p_{0}}, （其中{\displaystyle p_{0}}是表面平坦时的蒸气压力）

当{\displaystyle r}增加，{\displaystyle p}减少时，液滴就会变成本体液体。
如果我们现在冷却蒸气，那么{\displaystyle T}自然会降低，但同时{\displaystyle p_{0}}也会减小。这表明当液体冷却时{\displaystyle {p \over p_{0}}}会增大。我们可以将{\displaystyle \gamma }和{\displaystyle V_{\text{m}}}大致视为一定的，因此临界半径{\displaystyle r}也必须减小。如果蒸气进一步过度冷却，临界半径会变得更小。最终它会像几个分子一样小，并且液体将经历均匀的成核和生长过程。

一个存在纯均匀蒸气和液体平衡的体系。在思想实验中，将非润湿管插入液体中时，会导致管中的液体向下移动，弯曲界面以上的蒸气压力高于平面界面的蒸气压力。这张图片为开尔文方程提供了一个简单的概念基础。

蒸气压力的变化可归因于拉普拉斯压力的变化。当液滴中的拉普拉斯压力升高时，液滴会更易蒸发。
当应用开尔文方程时，必须区分两种情况：蒸气中的一滴液体会导致正曲面的液体表面，而液体中的气泡会导致负曲面的液体表面。
这里的开尔文方程式的形式不是开尔文爵士1871年的文章中出现的形式。德国物理学家赫尔曼·冯·亥姆霍兹（Hermann von Helmholtz）的儿子罗伯特·冯·亥姆霍兹（Robert von Helmholtz）在1885年提出了从开尔文原始方程式推导的形式。
通过蒸气压和溶解度之间的联系，可以从小颗粒或液滴在液体中的溶解度推导出来类似于开尔文方程的方程，因此如果用给定半径{\displaystyle r}和{\displaystyle p_{0}}的固体（或第二液体）的溶解度代替分压{\displaystyle p}，开尔文方程也适用于固体、微溶于水的液体及其溶液。因此可以得出，小颗粒（如小液滴）比较大的颗粒更易溶。
这些结果导致了一个问题：新相是如何从旧相出现的。例如，如果容纳稍低于饱和压力的水蒸气的容器突然冷却，可能通过绝热膨胀，如在云室中一样，蒸气可能相对于液态水变得过饱和。然后它处于亚稳态，我们预期可能会发生凝结。合理的冷凝分子模型似乎是两或三分子的水蒸气聚集在一起形成一个微小的液滴，而这种缩合的核心因附加的蒸气分子碰撞而随着水分子集聚而增长。然而，开尔文方程式表明，像这种细小核一样的微小液滴，直径只有几个ångströms(0.1纳米)，其蒸气压力将几倍高于大量液体的蒸气压。因此就细小核而言，蒸气根本不会过饱和，这样的核应该立即重新蒸发，并且在平衡压力下出现新的相，甚至在中等程度上出现也是不可能的。因此，过饱和必须比自发成核发生的正常饱和值高几倍。
解决这个悖论有两种方法。首先，我们知道热力学第二定律的统计学基础。在任何处于平衡的系统中，在平衡条件周围总是存在波动，如果系统含有很少的分子，则这些波动可能相对较大。总有适当的波动可以导致新相核心的形成，尽管微核可以称为是热力学不稳定的。波动的概率是e−ΔS/k，其中ΔS是熵与平衡值的偏差。
然而，不可能通过这种波动机制和由此产生的自发成核产生新的相。计算表明，e−ΔS/k通常太小。而微粉尘颗粒更可能在过饱和蒸气或溶液中作为核。在云室中，是由通过高能粒子引起的离子团簇作为成核中心的。实际上，蒸气似乎比解决方案中需要的那种核要少得多。这是因为液体几乎在任何表面都会凝结，但结晶需要存在适当类型的晶面。

## 相关阅读
- Sir William Thomson (1871) "On the equilibrium of vapour at a curved surface of liquid", Philosophical Magazine, series 4, 42 (282): 448–452.
- W. J. Moore, Physical Chemistry, 4th ed., Prentice Hall, Englewood Cliffs, N. J., (1962) p. 734–736.
- S. J. Gregg and K. S. W. Sing, Adsorption, Surface Area and Porosity, 2nd edition, Academic Press, New York, (1982) p. 121.
- Arthur W. Adamson and Alice P. Gast, Physical Chemistry of Surfaces, 6th edition, Wiley-Blackwell (1997) p. 54.
- Butt, Hans-Jürgen, Karlheinz Graf, and Michael Kappl. "The Kelvin Equation". Physics and Chemistry of Interfaces. Weinheim: Wiley-VCH, 2006. 16–19. Print.
- Anton A. Valeev,"Simple Kelvin Equation Applicable in the Critical Point Vicinity",European Journal of Natural History, (2014), Issue 5, p. 13-14.